# Rhodamnia angustifolia
Rhodamnia angustifolia là một loài thực vật có hoa trong Họ Đào kim nương. Loài này được N.Snow & Guymer miêu tả khoa học đầu tiên năm 1999.